# Bildnis des Vaters (Franz Marc)
Bildnis des Vaters ist der Bildtitel eines Gemäldes von Franz Marc (1880–1916). Es gehört zu den frühesten bekannten Bildern des Malers und ist Bestandteil der Sammlung der Städtischen Galerie im Lenbachhaus in München.

## Geschichte
Das Bild entstand 1902 während Marcs Malereistudium an der Akademie der Künste in München. Im selben Jahr malte Marc auch ein Bildnis der Mutter.

## Beschreibung
Das Gemälde ist 73 cm hoch und 50,8 cm breit. Es ist mit Ölfarbe auf Pappe gemalt.
Das Bild zeigt Marcs Vater, den Maler Wilhelm Marc (1839–1907), sitzend in einem schwarzen Anzug. Wilhelm Marc war zu dieser Zeit durch Multiple Sklerose geschwächt und auf einen Rollstuhl angewiesen. 
Wie die anderen Bilder dieser Zeit, beispielsweise die Moorhütten im Dachauer Moos, ist das Bild durch die Maltradition der Münchner Schule geprägt.